# 博士後
博士後，又稱博士後研究員，指那些在取得博士學位之後在大學或研究機構中有限期地專門从事相關研究或深造的人。作為有期限的工作（研究）人員，在工作期滿後，必須退出博士後職位。一個博士後職位實際上來說就是一個工作（研究）職位，它通常為有限期的，從6個月到5年不等。博士後的資助形式常為薪資或獎學金。值得注意的是，博士後研究是一個職位，並非學位或學程，故與研究生不同。
設置一個博士後職位或從事博士後研究員的理由通常是：
- 大學或研究機構無法提供一個無限期的工作或研究職缺（因為此類工作通常都是研究室的科研案所聘請）。
- 提升自身的科研能力，同時發表更多的論文，來積累經驗及資歷，以便獲得某個職位或職稱。

## 中國

### 起源
著名物理學家李政道教授在中國博士後制度等確立過程中發揮了關鍵的作用。李政道在1983年3月和1984年5月兩次寫信給中國國家領導人，建議建立博士後科研流動站、實行博士後制度；鄧小平在會見李政道時對此贊同。此後，當時的國家科委、教育部和中國科學院迅速向國務院報送了《關於試辦博士後科研流動站的報告》；1985年7月，國務院正式批准該報告，博士後制度由此在中國正式確立。
在中國，高等学校和科研机构，或大型企业、高新技术企业、留学人员创业园和科研生产型事业单位，均有資格開設博士後站點：
- 博士後科研流動站：在高等學校或科研院校的某個一級學科範圍內，經批准設立的可以招收博士後研究人員的組織
- 博士後科研工作站：在企業、科研生產型事業單位和特殊的區域性機構內，經批准可以招收和培養博士後研究人員的組織

### 誤解
在中國大陸，公眾常誤以為博士後是比博士更高一級的學位，所以常把“做博士後研究”錯誤地稱為“讀博士後”。其实博士后不是学位，而是一段工作经历。尽管近年来公众对于博士后有了准确的了解，但是依然在习惯上使用“读博士后”。

## 英国
在英国，25%研究自然科学的博士继续从事博士后研究。

## 澳洲
最低工资执行A级别标准，学术界工资的第六级, 支付给博士资质的工作者（从2008年开始）悉尼大学为A$75,612每年， 墨尔本大学为A$75,404每年，新南威尔士大学为A$75,612 每年。
另外，澳洲研究理事会(ARC)提供给博士後奖学金，比如他们的‘发现’計畫，于2009年开始，$61,399每年，赞助三年的博士后研究， 除此之外，养老基金会支付11%-17%的薪水。

## 參看
- 深造文憑——又稱「學士後」